# José Ruiz León
José Ruiz León, lexicógrafo y pensador político español, nace en Córdoba, estudiando en Granada y en Madrid
Como lexicógrafo fue uno de los primeros en proponer un diccionario ideológico de la lengua castellana, si bien en su esfuerzo solo llegó a editar uno relativo a los verbos (1879). Su obra política está todavía por estudiar.
Falleció el 22 de junio de 1888.

## Obras
- Inventario de la Lengua castellana: índice ideológico del Diccionario de la Academia por cuyo medio se hallarán los vocablos ignorados ú olvidados que se necesiten para hablar ó escribir en castellano: verbos. Madrid, imprenta de Fortanet 1879.
- Un arbitrio para gobernar á España Madrid: Medina y Navarro, 1875.
- Los filibusteros en Madrid y el apresamiento del "Virginius" Madrid, 1874 (Imprenta de T. Fortanet).

- Datos: Q5945276